# Louise Doat-Sabail
Pour les articles homonymes, voir Doat et Sabail.
Louise Marie Charlotte Doat ou de Doat, épouse Sabail née le 28 novembre 1844 à Plaisance où elle est décédée le 15 août 1892, est une marchande d'art, mécène et collectionneuse française d'œuvres d'art, épouse de l'homme politique Alfred Sabail.

## Biographie

### Origine et famille
Louise Doat-Sabail est issue par son père et sa mère de deux vieilles familles gasconne de la noblesse de robe qui remonte au XVe siècle.
Du côté paternel : fille de Jean François Doat, notaire, maire de Plaisance (de 1848 à 1852) et conseiller général du Gers (de 1858 à 1869), elle descend des de Doat et est l'arrière-arrière-petite-fille de Jean Baptiste de Doat (1732-1792), conseiller du roi, juge en chef et magistrat royal à Eauze, époux de Jeanne de Mibielle qui descend de Jacques de Doat, conseiller du roi, avocat en parlement, 1er consul d'Eauze en 1727. 
Son père est, par ailleurs, le cousin de Léontine de Mibielle (1816-1861), poétesse, primée par l'Académie des jeux floraux de Toulouse (en 1839, 1843 et 1847) et qui fut une amie proche (vers 1850), de Alphonse de Lamartine; son portrait est dans la salle des illustres de la mairie d'Auch, elle est d'ailleurs la seule femme dont le portrait est exposé. 
Du côté maternel : fille d'Elmire Lanafoërt-Doat, également marchande d'art, elle est la petite fille de Louis Lanafoërt et la petite nièce de Joseph Louis Lanafoërt, famille qui remonte au XVe siècle et dont Jaymet de Lanafoërt (1450-1510) avocat en parlement, contemporain de Louis XI, grand père de  Sieur Jean Lanafor, seigneur de Lanafoërt (1570-1640), avocat au parlement et notaire royal, est l'ancêtre.  
Elle épouse le 20 janvier 1869 à Plaisance, Alfred Sabail (1840-1927) qui est un magistrat, notaire et homme politique français, issu d'une prestigieuse famille de gens de robe qui remonte au XIIIe siècle en Bigorre.

### Une marchande d'art, collectionneuse et mécène
Héritière de la collection de sa mère, elle rencontre à Paris, Eugène Delacroix,  à la fin de sa vie, alors qu'elle était encore adolescente. Elle devint amie de Pierre Andrieu et Maurice Sand,, élèves de Delacroix. Fidèle à ses origines gasconnes, elle continua comme sa mère, à servir de mécène à différents peintres du sud-ouest, particulièrement son cousin Alexandre Magenc,, et fit la connaissance à l'école de dessin et de peinture de Bayonne, des sœurs Feillet et particulièrement de Blanche Feillet-Hennebutte. Elle acquit de nombreuses gravures de cette artiste, qui enrichirent sa collection personnelle; Amie de Adolphe Goupil, elle aurait dû entrer au capital de la société Goupil&Cie, à partir de 1884, mais le début de sa maladie mit fin à ce projet. 
En tant que mécène,, elle participa au financement de plusieurs écoles de dessin comme celle de Bayonne et de la construction de l'église de Plaisance du Gers, notamment de nombreux vitraux.

### Descendance
Elle eut cinq enfants :

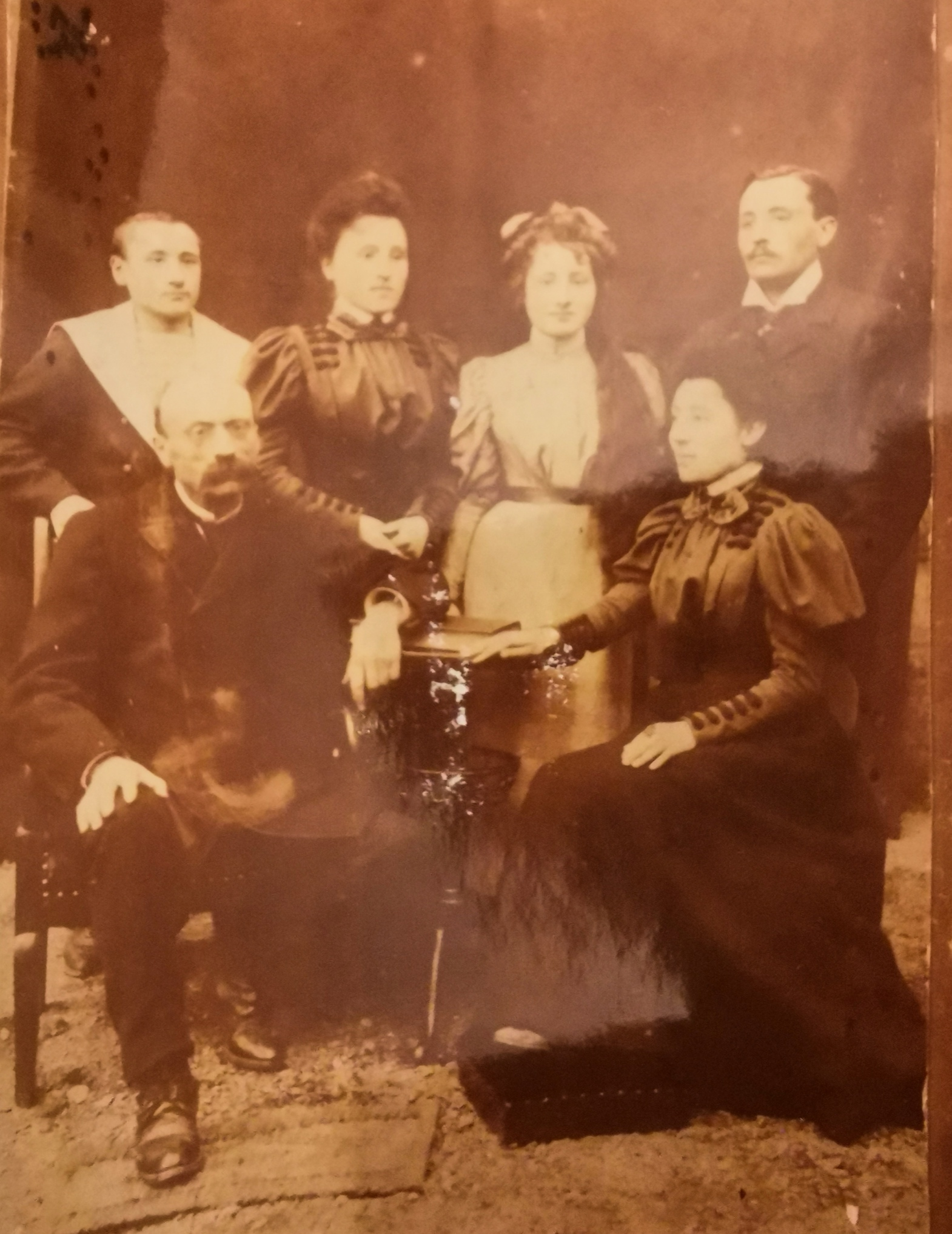
Alfred Sabail (assis à gauche), Emile Sabail, Aglaé Sabail, Henriette Sabail, Louis Sabail, Marie Sabail (assise à droite), Paris,1900. Collection Chapelain L'officier

- Louis Sabail (né en 1868), docteur en droit, magistrat à Paris[14] sans descendance
- Marie Sabail (née en 1873) épouse de Paul Martin, docteur en droit, sous-intendant des troupes coloniales, chevalier de la Légion d'honneur, qui eut deux fils :

Alfred Martin (1899-1916), aspirant, mort pour la France à Verdun et Louis Martin, ingénieur agronome, époux de Blanchette Roux.
- Aglaé Sabail, née à Plaisance le 18 octobre 1878, artiste, épouse de Louis Bonnafont, né à Plaisance le 25 août 1874, ancien huissier près la Cour de Cassation à Paris, croix de guerre (1914-1918), sans descendance
- Henriette Sabail-L'officier (1880-1962), son héritière, épouse de Pierre Marius L'officier (1872-1916), capitaine de l'État-major de l'armée française du Tonkin, croix de guerre, officier de la Légion d'honneur (1913), chevalier de Malte ; mère de :

Charlotte (1910-2001), épouse Chapelain L'officier et de Jean Charles L'officier (1913-1974).
- Émile Sabail (1882-1916), lieutenant, mort pour la France à Verdun, officier de la Légion d'honneur, sans descendance.

Décédé relativement jeune à 47 ans, elle eut sa carrière de marchande d'art brisée, et c'est son mari, Alfred Sabail, qui élèva seul ses cinq enfants. Elle fit de sa fille cadette, Henriette Sabail, future épouse L'officier, l'héritière de sa collection. Louise Doat-Sabail est la trisaïeule de Christophe Chapelain L'officier, héritier de la dynastie.